# Bajdad
Bajdad je bil od leta 164 do 146 pr. n. št. frataraka (guverner, satrap) Perzije, * neznano, † 146 pr. n. št.

## Ozadje
Od konca 3. ali začetka 2. stoletja pr. n. št. so v Perziji vladale lokalne dinastije, podložne Selevkidskemu cesarstvu. Vladarji so se naslavljali s  starodavnim perzijskim naslov frataraka (vodja, guverner, predhodnik). Običaj se je ohranil tudi v obdobju Ahemenidov.  Ahemenidi, po poreklu iz Perzije,  so že stoletje pred tam zavladali v večini Bližnjega vzhoda. Frataraki so poudarjali svojo tesno povezanost z uglednimi ahemenidskimi kralji kraljev. Njihova prestolnica je bila verjetno nekdanja ahemenidska prestolnica Perzepolis. Frataraki so bili v preteklosti obravnavani kot duhovniška dinastija in  verski (in političnia) nasprotniki helenizma, vendar to ne velja več.

## Kronologija fratarakov
V preteklosti je veljalo, da so frataraki vladali v naslednjem zaporedju: Bajdad, Ardašir I., Vahbarz, Vadfradad I. in Vadfradad II. Nedavna odkritja perzijskih kovancev kažejo, da so vladali verjetneje v naslednjem zaporedju: Ardašir I., Vahbarz, Vadfradad I. Bajdad in Vadfradad II.

## Vladanje
Na hrbtni strani njegovih kovancev je upodobljen v stoječem položaju pred zoroastrskim žgalnim oltarjem ali sedeč na prestolu z vladarskimi insignijami in včasih z granatnim jabolkom v levi roki. Na prednji strani kovancev je upodobljen s satrapskim pokrivalom in helenističnim diademom. 
Masa kovancev je ustrezala atiškemu standardu. Najpogostejši kovanci so ustrezali standardni grški tetradrahmi, najpogostejši v Selevkidskem cesarstvu. Ime vladarja na kovancih je zapisano v aramejskem jeziku.